# ماتيو ليفي
ماثيو ناثان ليفي (بالإنجليزية: Matthew N. Levy)‏ (2 ديسمبر 1922 - 19 مارس 2012) فيزيولوجي أمريكي اشتهر بأبحاثه في علم وظائف الأعضاء القلبية وشارك في كتابة العديد من الكتب المدرسية مع روبرت م. أجرى ليفي بحثا رائدا حول العلاقة بين القلب والجهاز العصبي الذاتي، وكان يشار إليه أحيانا باسم «والد علم الأعصاب».

## حياته
ولد ليفي في عام 1922 في واشنطن هايتس، مانهاتن. في عام 1938، انتقلت عائلته إلى ميامي ثم كليفلاند، حيث بدأ تعليمه الطبي في جامعة كيس وسترن ريسرف. تم قبوله في كلية الطب في الجامعة في عام 1942 وبدأ العمل في المختبر الفيزيولوجي للقلب والأوعية الدموية لكارل ج، تخرج في عام 1945 وخدم لمدة عامين في القوات المسلحة في مستشفى إدارة قدامى المحاربين في تشيليكوث.

## أعماله
في عام 1948، عاد ليفي إلى جامعة كيس ويسترن ريزيرف، حيث واصل العمل في مختبر ويغرز وحاضر في علم وظائف الأعضاء. عندما تقاعد ويغرز في عام 1953، انتقل ليفي إلى ألباني - نيويورك، لمواصلة بحثه تحت إشراف ابن ويغرز، الذي كان أستاذا في كلية ألباني الطبية. التحق بالكلية وأصبح أستاذا مشاركا في الطب قبل أن يعود إلى كليفلاند في عام 1957 ليحل في يونيفيرسيتي هايتس (أوهايو) مع زوجته وأولاده. هناك، التحق بمركز سانت فنسنت الخيرية الطبي كمدير لقسم البحوث بالمستشفى. عاد مرة أخرى إلى كلية جامعة كيس ويسترن ريزيرف وأصبح في نهاية المطاف أستاذا لعلم وظائف الأعضاء. شغل منصب رئيس قسم الطب التحقيقي في مستشفى جبل سيناء منذ عام 1967 حتى إغلاق المستشفى في عام 1996.
في أوائل الستينيات، قام ليفي وروبرت م. برن - باحث فسيولوجي آخر التقى ليفي في مختبر ويغرز بإعادة كتابة منهج علم وظائف الأعضاء في مدرسة الطب بجامعة كيس وسترن ريسرف. وقدم المنهج الجديد لعلم وظائف أعضاء القلب والأوعية الدموية، وهو كتاب مدرسي شارك في تأليف برن وليفي ومكرسة ل ويغرز؛ نشرت طبعتها الأولى في عام 1967 وطبعتها التاسعة والنهائية في عام 2001. وسيواصل برن وليفي التعاون على كتابين آخرين يستخدمان على نطاق واسع لعلم وظائف الأعضاء ومبادئ الفسيولوجيا، وما زال في مرحلة لاحقة من المنشور.
وقد أشير إلى ليفي باسم «والد علم الأعصاب» لبحوثه الرائدة حول العلاقة بين القلب والجهاز العصبي اللاإرادي«علم الأعصاب القلبية». وقد درست بعض دراساته على وجه التحديد «كيف تؤثر ردود الفعل من نظام القلب والأوعية الدموية على النتاج القلبي ومقاومة الأوعية الدموية»، وكيف يحافظ الجسم على تدفق مختلف التداولات، وكيف يؤثر العصب المبهم على وظائف مختلفة من القلب، وأسباب كتلة القلب وينكيباش، وتأثير من نيوروبيبتيد Y على القلب. على مدى حياته المهنية، نشر ليفي أكثر من 220 مقالا صحفيا، وكان رئيس تحرير مجلة المجلة الأمريكية لعلم وظائف الأعضاء الفصلية في القلب وفسيولوجيا الدورة الدموية. حصل على العديد من الجوائز، بما في ذلك جائزة الجدارة من معاهد الصحة الوطنية الأمريكية وجائزة كارل ويغرز من فرع القلب والأوعية الدموية الجمعية الأمريكية الفسيولوجية. كما تم إدخاله في قاعة مشاهير كليفلاند الطبية.

## تقاعده ووفاته
أصبح ليفي أستاذا فخريا في عام 1993 ولكنه واصل العمل في مستشفى جبل سيناء ومركز ميتروهالث الطبي. بعد تقاعده استمر في تحرير طبعات جديدة من كتبه. توفي في 19 مارس 2012 في مستشفى هيلكرست في كليفلاند.